# Graumantel-Brillenvogel
Der Graumantel-Brillenvogel (Zosterops lateralis, engl. silvereye oder wax-eye) ist ein Brillenvogel, der im australischen und ozeanischen Raum indigen ist.
In Neuseeland wurde der Graumantel-Brillenvogel erstmals 1832 beobachtet. In größerer Anzahl erreichten die Vögel 1856 Neuseeland und es wird angenommen, dass ein Schwarm durch einen Sturm über die Tasmansee abgetrieben wurde. Als ein selbst eingewanderter Vogel, ist der Graumantel-Brillenvogel als einheimische Art in Neuseeland geschützt. Der māorische Name lautet tauhou, was so viel wie „Fremder“ bedeutet.

## Taxonomie
Der Graumantel-Brillenvogel wurde erstmals 1801 vom englischen Ornithologen John Latham unter dem wissenschaftlichen Namen Sylvia lateralis beschrieben.
Es werden 16 Unterarten des Graumantel-Brillenvogels geführt:
- Zosterops lateralis vegetus in Australien; Queensland im Bereich zwischen McIlwraith Range und Burdekin River
- Zosterops lateralis cornwalli in Australien; Zentral-Queensland bis Hunter River in New South Wales
- Zosterops lateralis chlorocephalus in Australien; auf den Inseln der Capricorn Group
- Zosterops lateralis westernensis in Australien; Südost-New South Wales bis Victoria
- Zosterops lateralis lateralis in Neuseeland und Australien (Tasmanien, Flinders Island, Norfolkinsel)
- Zosterops lateralis ochrochrous in Australien; auf King Island
- Zosterops lateralis pinarochrous in Australien; Eyre-Halbinsel bis Nordwest-Victoria
- Zosterops lateralis chloronotus in Australien, im Südwesten von Western Australia (Shark Bay bis weit in den Südwesten Süd-Australiens)
- Zosterops lateralis griseonota in Neukaledonien
- Zosterops lateralis nigrescens in Neukaledonien; auf den Loyalitätsinseln Ouvéa and Maré
- Zosterops lateralis melanops in Neukaledonien; auf der Loyalitätsinsel Lifou
- Zosterops lateralis macmillani in Vanuatu; auf den Inseln Tanna und  Aniwa
- Zosterops lateralis tropicus in Vanuatu; auf der Insel Espiritu Santo
- Zosterops lateralis vatensis in Vanuatu; auf den Banks-Inseln und den Torres-Inseln
- Zosterops lateralis valuensis in Vanuatu; auf der Insel Vanua Lava
- Zosterops lateralis flaviceps in Fidschi

Teilweise wird das Vorkommen auf der Lord-Howe-Insel als eigene Art Zosterops tephropleurus (engl. „Lord Howe White-eye“), teilweise als weitere Unterart Zosterops lateralis tephropleurus des Graumantel-Brillenvogels geführt.

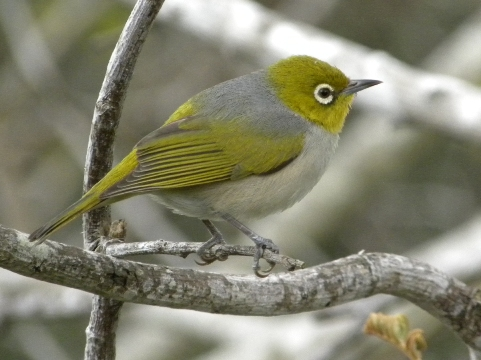
Unterart cornwalli
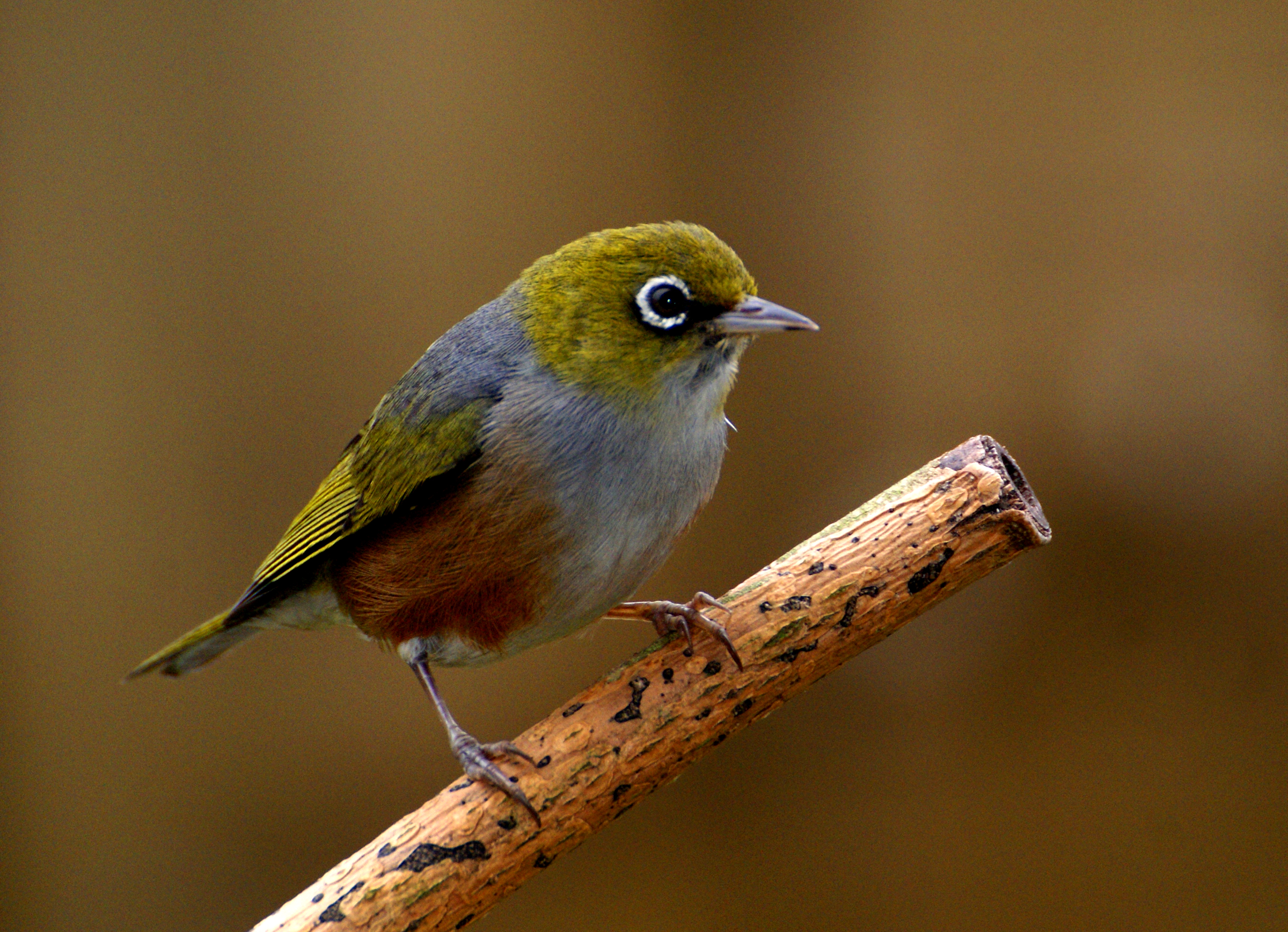
Unterart lateralis
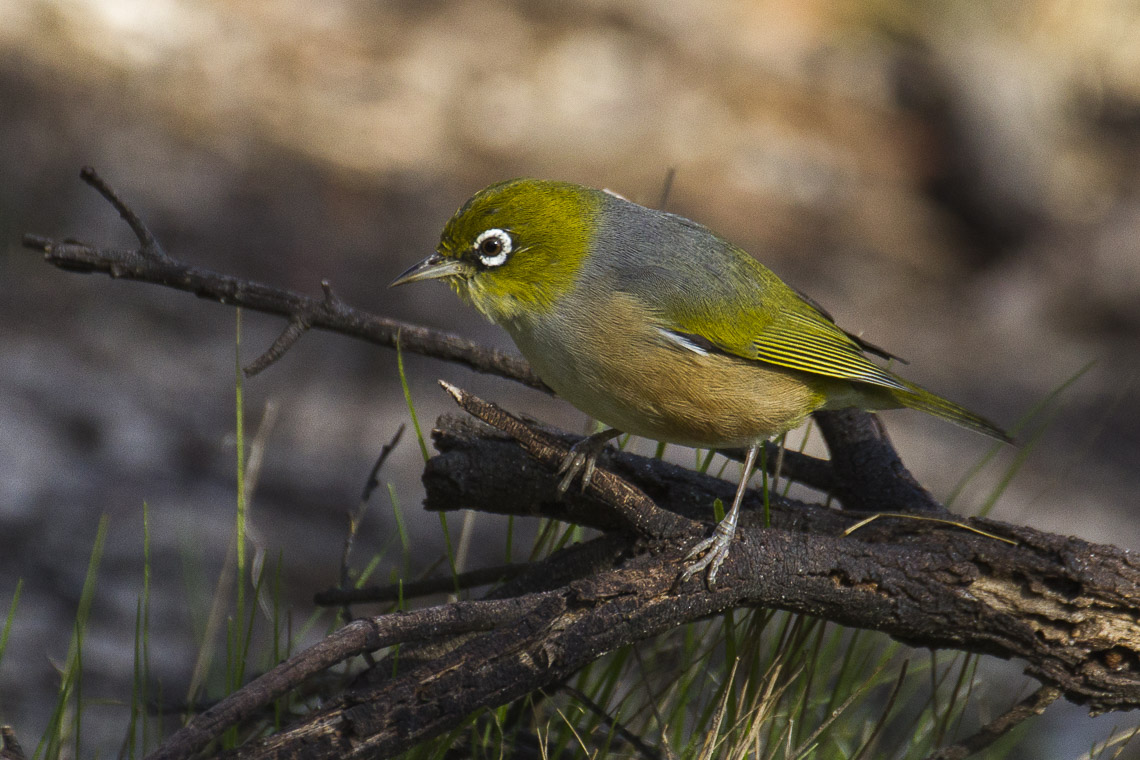
Unterart pinarochrous
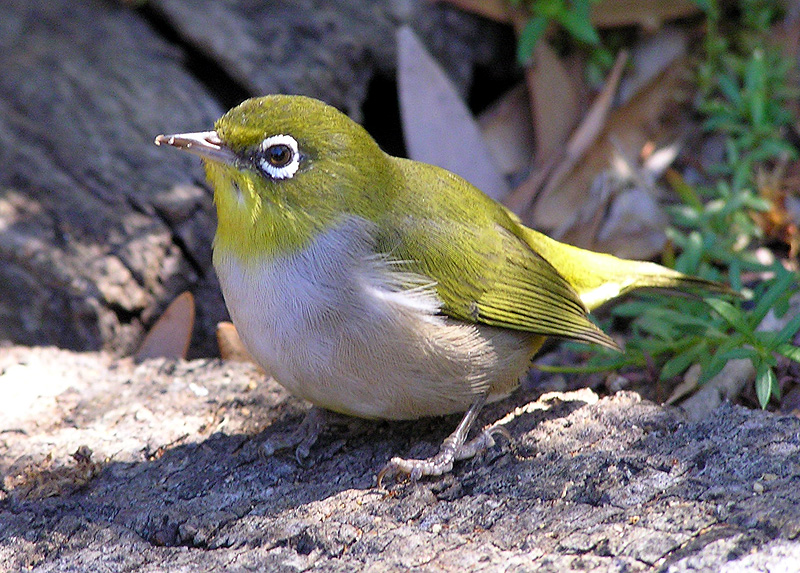
Unterart chloronotus
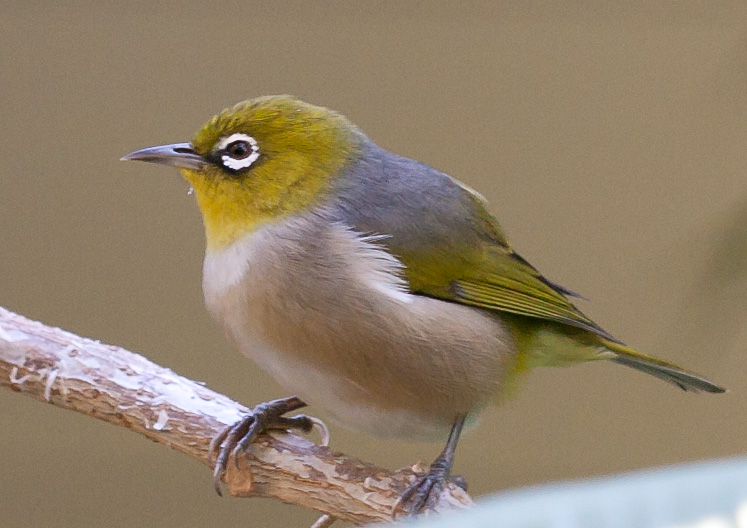
Lord Howe White-eye

## Beschreibung
Kleiner als ein Sperling, werden die Vögel 11 bis 13 cm groß und etwa 10 g schwer. Rund um die Augen befindet sich ein Ring aus kleinen weißen Federn; die namensgebende „Brille“. Es existiert eine Anzahl an Gefiedervariationen bei den Unterarten. Grundsätzlich haben die Vögel oliv-grüne Flügel und einen grauen oder oliv-grünen Rücken. Die Kehle ist heller (gelb oder grau), die Farbe der Flanken reicht von kastanienbraun bis zu einem blassen gelbbraun. Der Färbung des Schwanzes ist weiß oder gelb. Innerhalb Australiens gibt es saisonale Wanderungen und die Verbreitungsgebiete der dortigen Unterarten überschneiden sich. Auf den Inseln befindet sich meist nur eine Unterart, so dass dort auch nur eine Gefiedervariante anzutreffen ist.

## Verbreitung

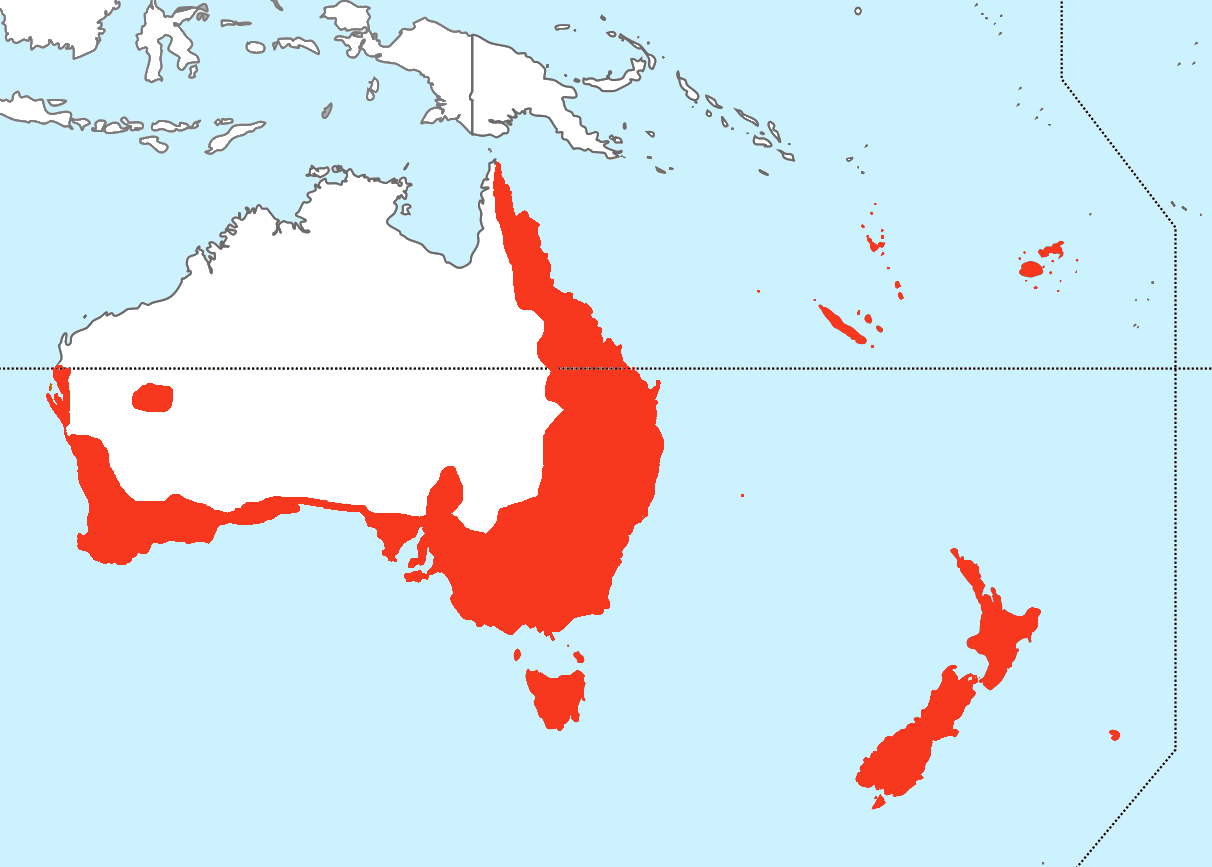
Verbreitungsgebiet

Der Graumantel-Brillenvogel ist heimisch in Australien, Neuseeland, Neukaledonien, Vanuatu und Fidschi. Er kommt häufig im fruchtbaren Südwesten und Südosten Australiens (einschließlich Tasmanien und den Inseln der Bass-Straße) und tropischen Küstenzone von Queensland (einschließlich der Kap-York-Halbinsel) vor.
In den Verbreitungsgebieten ist der Graumantel-Brillenvogel in Wald-, Busch- und Gartenbereichen anzutreffen, nicht jedoch im offenen Grasland.

## Nahrung
Graumantel-Brillenvögel sind Omnivoren. Ihre Nahrung besteht hauptsächlich aus Insekten, Beeren, Obst und Nektar.

## Verhalten

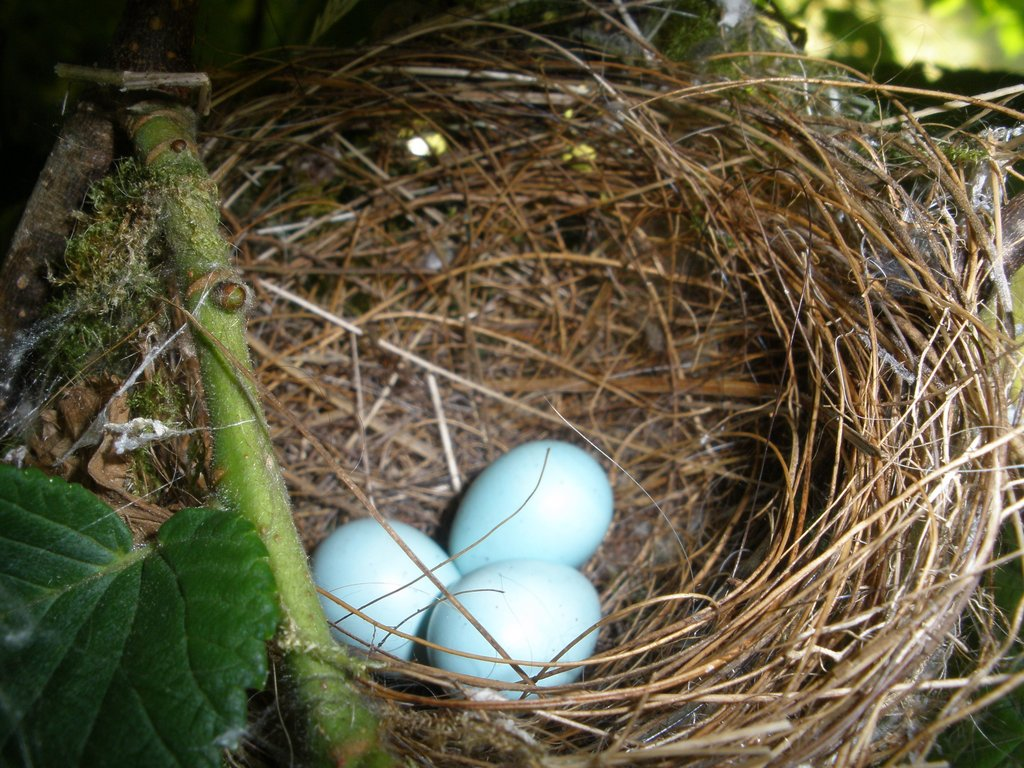
Gelege

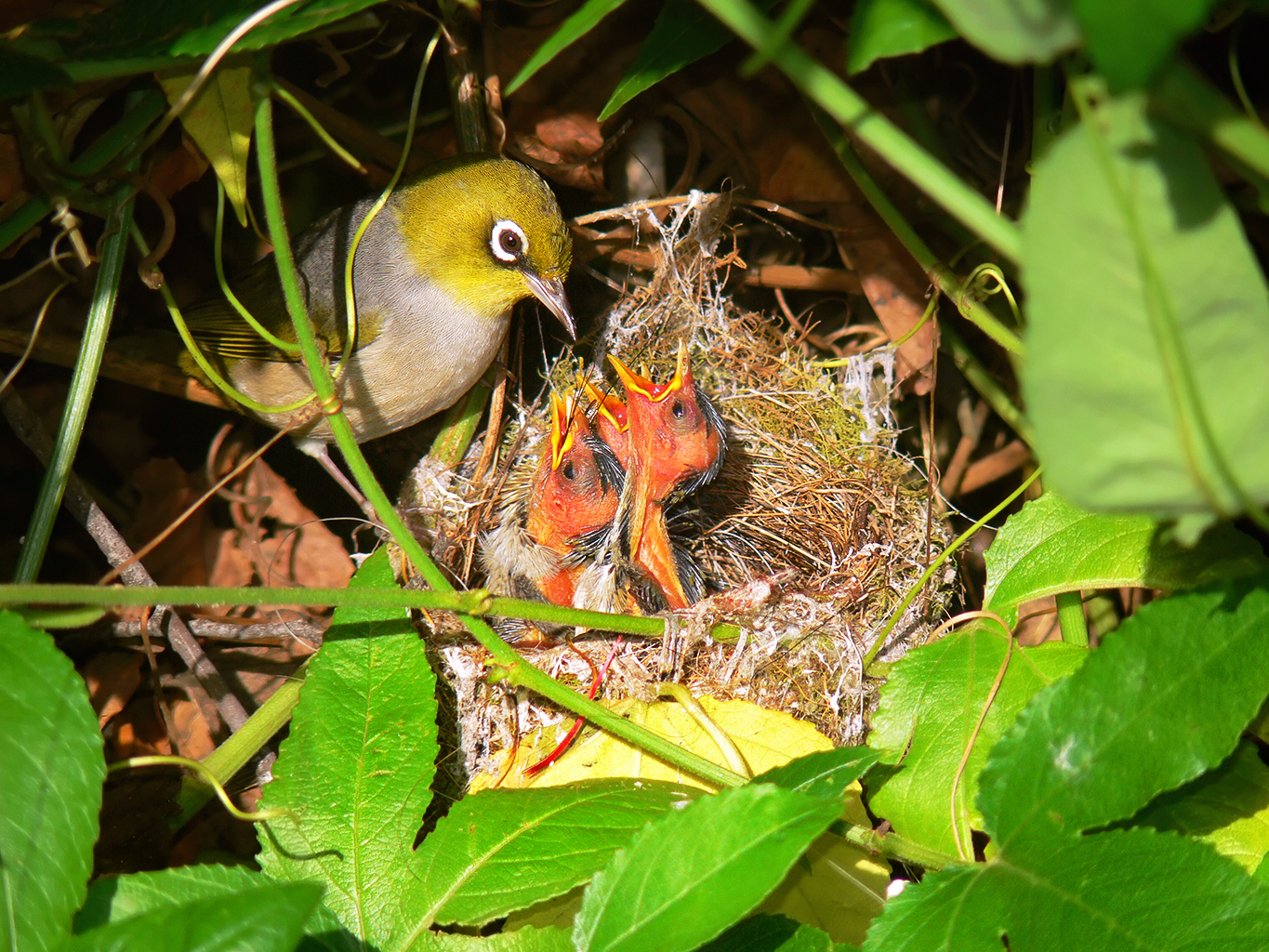
Nest mit Küken

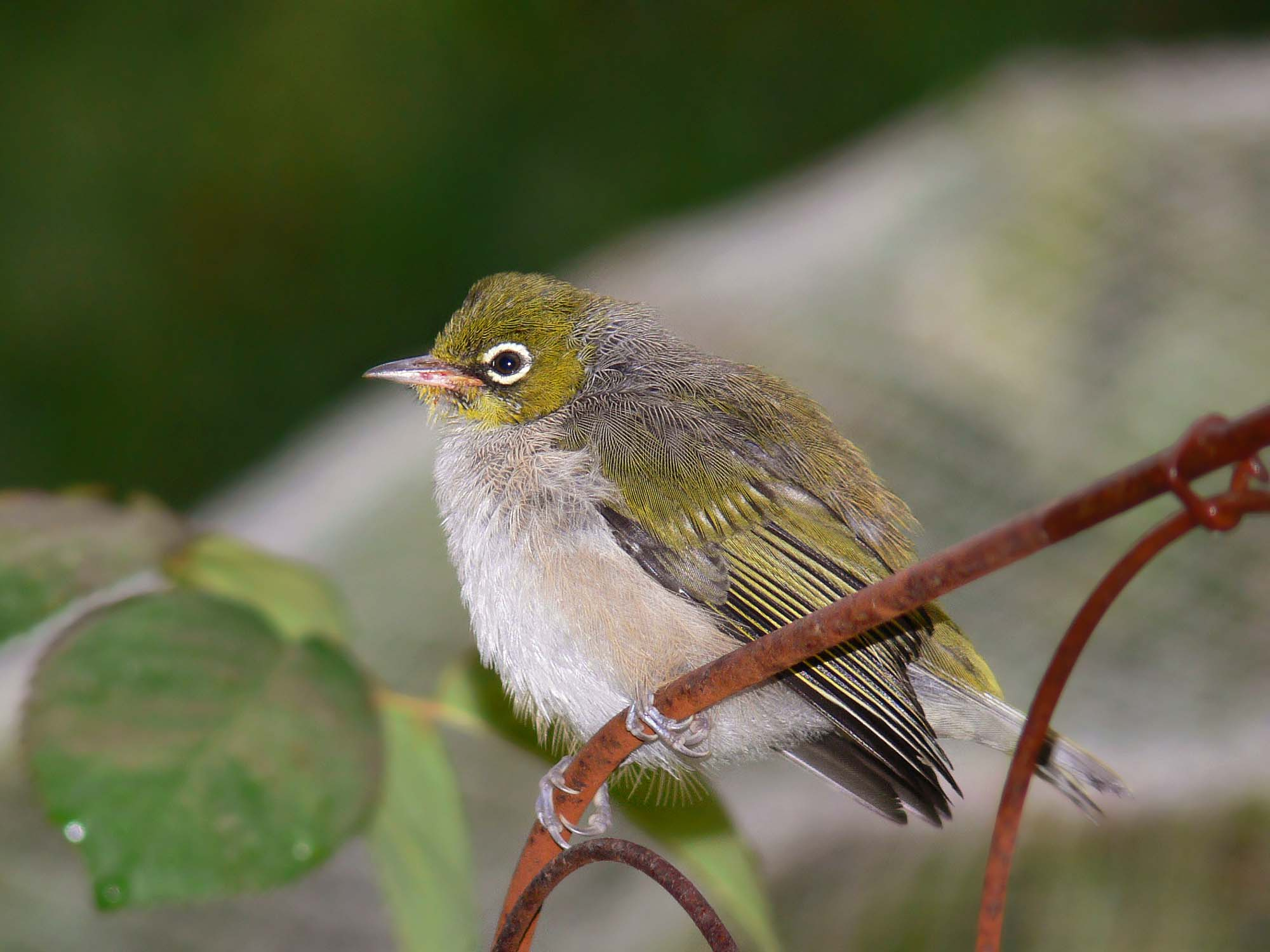
Jungvogel

Graumantel-Brillenvögel brüten im Frühling und Frühsommer (hauptsächlich zwischen September und Dezember). Das Nest wird mit Gras, Moos, Haaren, Spinnenfäden ausgepolstert und befindet sich in der Regel an  einer Astgabel im äußeren Bereich kleiner Bäume oder Sträucher. Das Weibchen legt zwei bis vier hellblaue Eier. In der Regel werden zwei (manchmal auch drei) Bruten pro Jahr aufgezogen. Nach etwa zehn Tagen Brutzeit schlüpfen die Jungen. Die Jungtiere sind nach drei Wochen unabhängig und nach neun Monaten fortpflanzungsfähig.
Im Spätsommer sammeln sich die Graumantel-Brillenvögel in Schwärmen. In Australien wandern diese Schwärme an der Küste entlang Richtung Norden. Hierbei werden vor allem nachts lange Strecken fliegend zurückgelegt. Der größte Teil der tasmanischen Vögel überquert beim Zug die Bass-Straße (an der schmalsten Stelle etwa 200 km breit) und zieht nach Victoria, New South Wales und in das südöstliche Queensland. Die Populationen dieser Gebiete neigen dazu selbst weiter nach Norden zu ziehen; während die nördlichsten Vögel das ganze Jahr im Brutgebiet bleiben. In Westaustralien wurde festgestellt, dass sich die Vögel zwischen dem Festland und den vorgelagerten Inseln bewegen.

## Belege
1. ↑  IOC World Bird List, version 8.1, Multilingual Version. International Ornithologists' Union, archiviert vom Original am 27. März 2018; abgerufen am 26. März 2018.  Info: Der Archivlink wurde automatisch eingesetzt und noch nicht geprüft. Bitte prüfe Original- und Archivlink gemäß Anleitung und entferne dann diesen Hinweis.
2. ↑  Silvereye. In: An Encyclopedia of New Zealand. Te Ara – The Encyclopedia of New Zealand, abgerufen am 6. September 2012.
3. ↑  John Latham: Supplementum indicis ornithologici sive systematis ornithologiae. Leigh & Sotheby, London 1801, S. lv (Latein, biodiversitylibrary.org).
4. 1 2  James F. Clements, T. S. Schulenberg, M. J. Iliff, D. Roberson, T. A. Fredericks, B. L. Sullivan, C. L. Wood: The Clements Checklist of Birds of the World, August 2017 Updates and Corrections. Cornell University, Cornell Lab of Ornithology, abgerufen am 26. März 2018.
5. ↑  Sylviid babblers, parrotbills & white-eyes. In: World Bird List Version 5.4. International Ornithologists' Union, abgerufen am 26. März 2018.
6. ↑  J. Sansom and M. Blythman: From Perth to Rottnest and back again: Silvereye movements across open water. In: The Western Australian Naturalist. 30. Jahrgang, Nr. 1, S. 53.